# Mircea Muraru
Mircea Muraru (n. 17 ianuarie 1976, Brașov) este un jucător profesionist de handbal ce evoluează  pe postul de Inter-Stânga. Acesta a jucat la echipe precum Steaua București, Dinamo București, ABC Braga (Portugalia), Fenix Toulouse, PAUC (Franța), HCM Constanța, Riihimaen Cocks (Finlanda), HC Conversano (Italia), dar și la echipa națională.